# Кристіано Банті

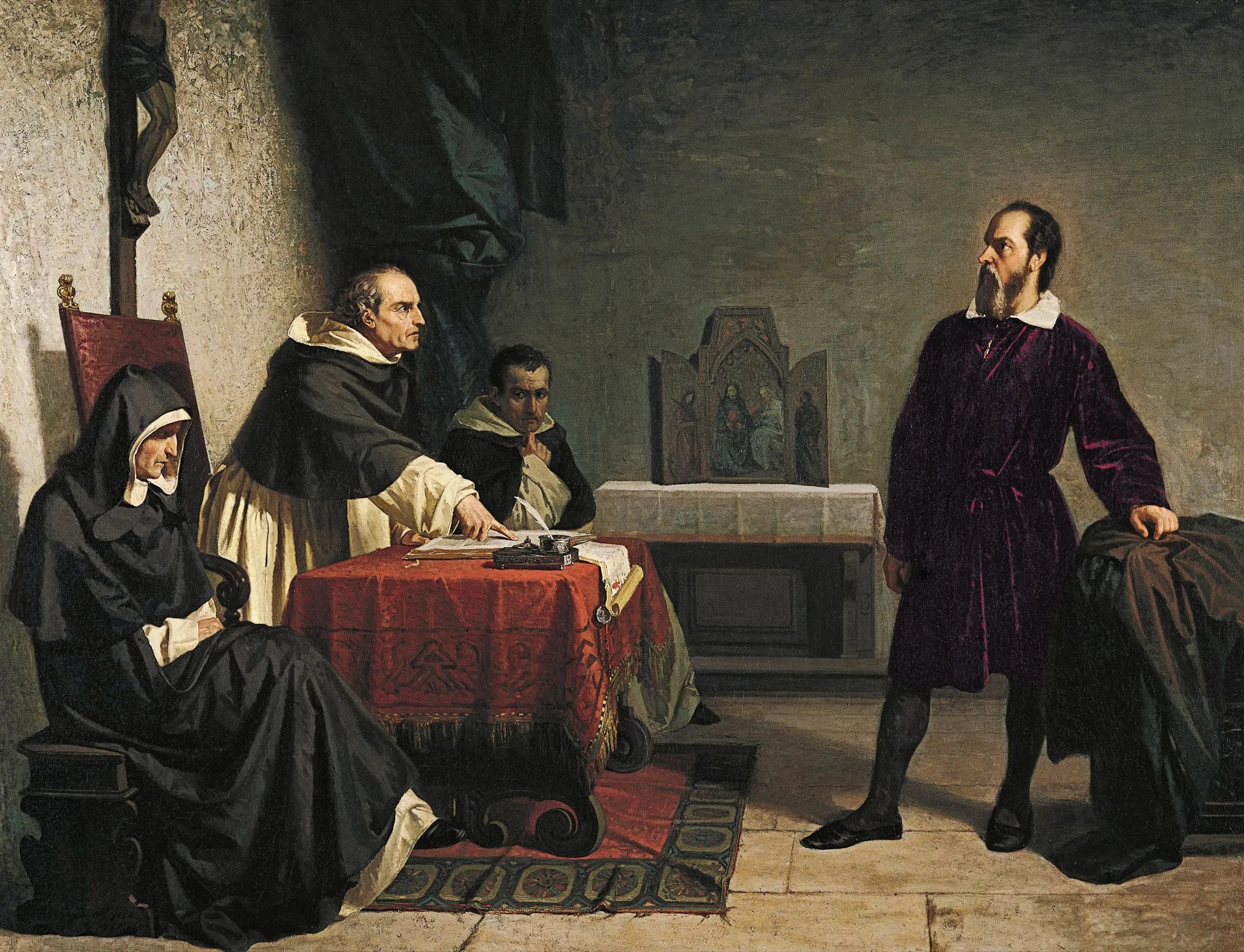
«Галілей перед судом Інквизиції» (1857)

Кристіано Банті (італ. Cristiano Banti; 4 січня 1824 — 1904) — італійський живописець, належав до тосканських художників.
Проживав у Флоренції. Працював в жанрі історичного живопису, серед його перших робіт — «Галілей перед судом інквізиції». Незабаром відмовився від жанру історичних картин і присвятив себе зображенню реалістичних жанрових сцен.

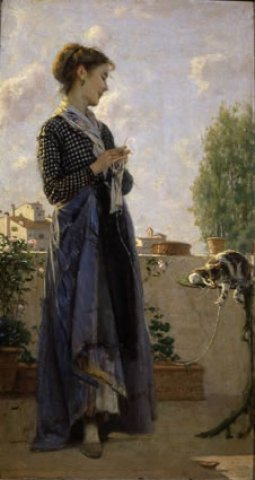
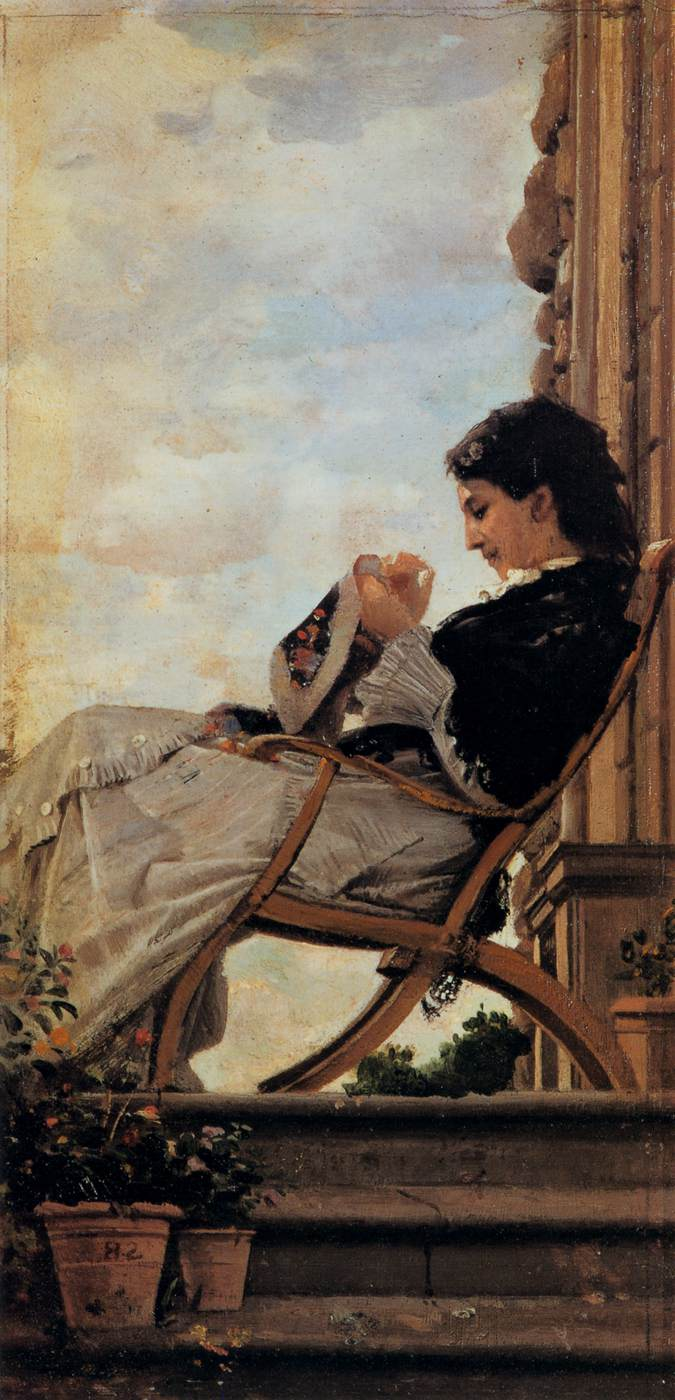
«Жінка на терасі»
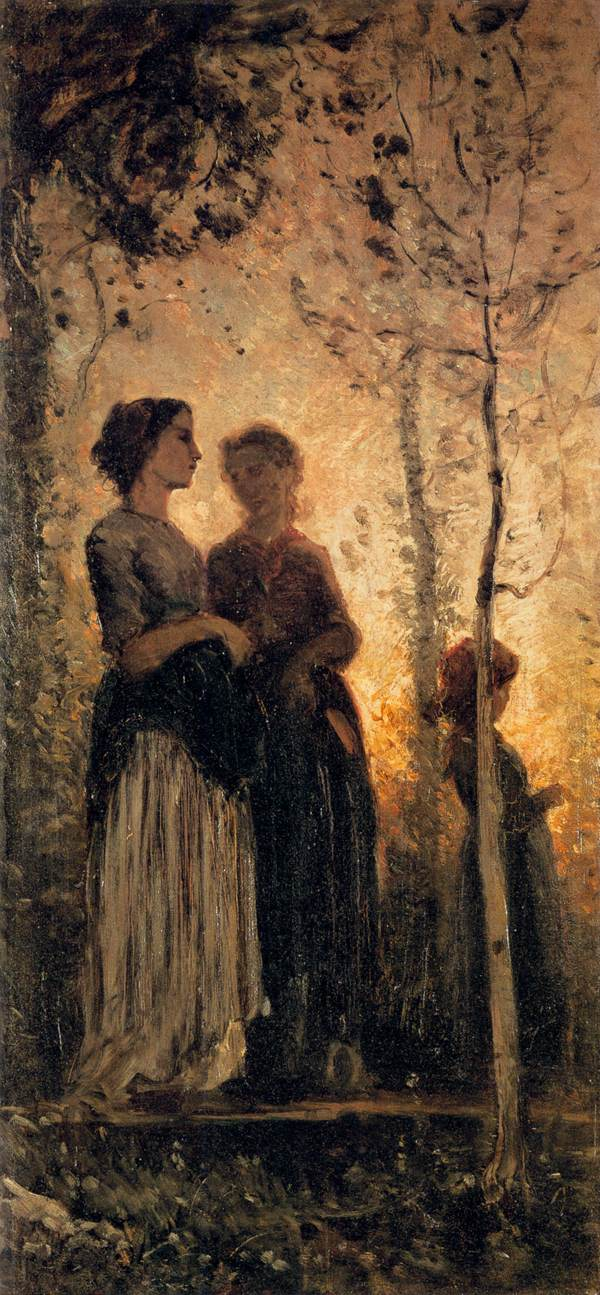